# Hülsede
Hülsede település Németországban, azon belül Alsó-Szászország tartományban. Lakosainak száma 1064 fő (2023. december 31.).

## Népesség
A település népességének változása:
| Lakosok száma | 1049 | 1045 | 1020 | 1046 | 1046 | 1075 | 1064 |
|               | 2015 | 2016 | 2017 | 2019 | 2021 | 2022 | 2023 |